# Clann An Drumma
A Clann an Drumma (skót gael: A Dob Gyermekei) egy glasgow-i együttes. Az együttest többek között Joe Kilna MacKenzie, Jacquie Holland és Tu-Bardh Stormcrow Wilson alapította. Az évek során az együttes felállása részben megváltozott. Az alapítók közül már csak Joe Kilna MacKenzie van az együttesben, mellette még öten tagjai a zenekarnak. Az együttes 2002 után vált ismertté a Sgt. MacKenzie című számukkal, ezután háromszor turnéztak az Egyesült Államokban, de jártak a Távol-Keleten is.

## Zenéjük

### Stílus
Zenéjük nagymértékben skót dobokon és felföldi dudákon nyugszik, az ősi skót törzsi hangokkal együtt. Az együttes jelszava Őrizd meg törzsinek.

### Sgt. MacKenzie
Egyik legismertebb számuk a Sgt. MacKenzie, amelyik Mel Gibson 2002-es filmjében, a Katonák voltunk-ban is hallható volt. Ez a dal Joe dédapjának, Charles Stuart MacKenzie-nak az emlékére íródott, aki az első világháborúban halt hősi halált. Ez a dal részben eltér a többi dalban hallható stílustól, inkább az ének dominál benne, nem a dob és a dudazene.

### Diszkográfiájuk
Eddig öt lemezt adtak ki. Az első a Tried and Treu 2001-ben jelent meg, a második a Keep it Tribal 2002-ben, a harmadik, a Tribal Waves és a negyedik, a Tribal Vortex 2004-ben és az ötödik, a  Tribal Eyes 2006-ban jelent meg.

## A zenekar tagjai
- Joe Kilna MacKenzie[4]
- Maggie Kilna[5]
- Allastair Reid[6]
- Dougal Wilkinson[7]
- Jamie Stewart[8]
- Stevie Kirkpatrick[9]